# Comuna Krîvenke, Ciortkiv
Krîvenke (în ucraineană Кривеньке) este o comună în raionul Ciortkiv, regiunea Ternopil, Ucraina, formată din satele Krîvenke (reședința) și Vasîlkiv.

## Demografie
Componența lingvistică a comunei Krîvenke
     Ucraineană (99,63%)
     Alte limbi (0,37%)
Conform recensământului din 2001, majoritatea populației comunei Krîvenke era vorbitoare de ucraineană (99,63%), existând în minoritate și vorbitori de alte limbi.